# Placido Maria Tadini
Placido Maria Tadini (né le 11 octobre 1759 à Moncalvo au Piémont, et mort le 22 novembre 1847 à Gênes) est un cardinal italien du XIXe siècle.  Il est membre de l'Ordre du Carmel.

## Biographie
Tadini est élu évêque de Biella en 1829 et archevêque de Gênes en 1832.
Le pape Grégoire XVI le crée cardinal lors du consistoire du 6 avril 1835. Il ne participe pas au  conclave de 1846, lors duquel Pie IX est élu pape.

## Succession apostolique
Placido Maria Tadini a ordonné les évêques suivants :
- Évêque Agostino Maria de Mari (1833)
- Évêque Francesco Agnini (1837)
- Évêque Lorenzo Giovanni Battista Biale (1837)
- Évêque Antonio Maria Gianelli (1838)
- Évêque Raffaele Biale (1840)
- Évêque Giacomo Filippo Gentile (it) (1843)